# هيلموت ران
هيلموت ران (بالألمانية: Helmut Rahn)؛ (مواليد 16 أغسطس 1929 - الوفاة 14 أغسطس 2003) هو لاعب كرة قدم ألماني دولي سابق. اعتزل اللعب عام 1965 مع ام اس في دويسبورغ. بدأ مسيرته الرياضية عام 1938 مع أس في ألتينسين 1912. لعب خلال مسيرته 418 مباراة سجل خلالها 145 هدفاً.

## روابط خارجية
- هيلموت ران على موقع IMDb (الإنجليزية)
- هيلموت ران على موقع ديسكوغز (الإنجليزية)

- هيلموت ران على موقع الاتحاد الدولي (مؤرشف)  (الإنجليزية)
- هيلموت ران على موقع قاعدة بيانات كرة القدم.إي يو (الإنجليزية)
- هيلموت ران على موقع بيانات كرة القدم. دي إي (الألمانية)
- هيلموت ران على موقع ليكيب (الفرنسية)
- هيلموت ران على موقع ناشيونال فوتبول تيمز (الإنجليزية)
- هيلموت ران على موقع عالم كرة القدم.نت (الإنجليزية)